# Sakesphorus canadensis
Sakesphorus canadensis là một loài chim trong họ Thamnophilidae.